# Alfredo Russo
Pour les articles homonymes, voir Russo.
Alfredo Russo (né le 10 avril 1968 à Turin, Piémont, Italie) est un cuisinier italien, propriétaire du restaurant Dolce Stil Novo à Cirié en Italie.

## Biographie
Alfredo Russo fait partie de la nouvelle génération de chefs de la cuisine italienne avec son nouveau style italien.
En 2004, il a été désigné comme le meilleur jeune chef de l'Italie a été récompensé par le guide de l'Espresso, le restaurant Dolce Stil Novo est signalé par le Guide Michelin avec l'étoile Michelin